# Dominik Mašín
Dominik Mašín (* 1. února 1996 Městec Králové) je český hokejový obránce působící v týmu HC Sparta Praha

## Hráčská kariéra
Hokej hrál za mládežnické oddíly Slavia Praha. Byl také členem mládežnických reprezentačních výběrů do 16, 17, 18 a 20 let. Na mistrovství světa hráčů do 18 let dosáhl jako kapitán mužstva svého největšího úspěchu, když český tým získal stříbrné medaile. I díky tohoto úspěchu byl v roce 2014 draftován v druhém kole draftu (celkově jako 35. hráč) týmem Tampa Bay Lightning.

## Statistiky

### Klubové statistiky
| 2012/2013    | Slavia Praha jun.      | EJ (U20)     | 25  | 1  | 2  | 3  | 16  | —   | —   | —   | —   | —   |
| 2013/2014    | Slavia Praha jun.      | EJ (U20)     | 39  | 2  | 19 | 21 | 102 | 5   | 1   | 1   | 2   | 33  |
| 2014/2015    | Peterborough Petes     | OHL          | 48  | 7  | 19 | 26 | 70  | —   | —   | —   | —   | —   |
| 2015/2016    | Peterborough Petes "A" | OHL          | 57  | 8  | 32 | 40 | 50  | 7   | 0   | 3   | 3   | 12  |
| 2015/2016    | Syracuse Crunch        | AHL          | 4   | 0  | 0  | 0  | 0   | --- | --- | --- | --- | --- |
| 2016/2017    | Syracuse Crunch        | AHL          | 69  | 3  | 3  | 6  | 73  | 22  | 0   | 2   | 2   | 16  |
| 2017/2018    | Syracuse Crunch        | AHL          | 72  | 9  | 15 | 24 | 79  | 7   | 1   | 2   | 3   | 10  |
| 2018/2019    | Syracuse Crunch        | AHL          | 69  | 2  | 10 | 12 | 72  | 4   | 0   | 0   | 0   | 0   |
| 2019/2020    | Syracuse Crunch        | AHL          | 59  | 2  | 14 | 16 | 79  | --- | --- | --- | --- | --- |
| 2020/2021    | Amur Chabarovsk        | KHL          | 32  | 2  | 9  | 11 | 31  | --- | --- | --- | --- | --- |
| Celkem v OHL | Celkem v OHL           | Celkem v OHL | 105 | 15 | 51 | 66 | 120 | 7   | 0   | 3   | 3   | 12  |
|              | Celkem v AHL           |              | 273 | 16 | 42 | 58 | 303 | 33  | 1   | 4   | 5   | 26  |

### Reprezentační statistiky
| Rok             | Tým             | Událost         | Z  | G | A | B | TM | Umístění         |
| --------------- | --------------- | --------------- | -- | - | - | - | -- | ---------------- |
| 2014            | Česko 18        | MS18 "C"        | 7  | 0 | 3 | 3 | 6  | Stříbrná medaile |
| 2015            | Česko 20        | MSJ             | 5  | 0 | 1 | 1 | 2  | 6. místo         |
| 2016            | Česko 20        | MSJ "C"         | 5  | 1 | 1 | 2 | 0  | 5. místo         |
| Junioři celkově | Junioři celkově | Junioři celkově | 17 | 1 | 5 | 6 | 8  |                  |